# جیمز مک‌کانویل
جیمز مک‌کانویل (انگلیسی: James C. McConville؛ زادهٔ ۱۶ مارس ۱۹۵۹) فرمانده نظامی اهل ایالات متحده آمریکا است، که از ۲۰۱۹ تا ۲۰۲۳ به‌عنوان رئیس ستاد نیروی زمینی ایالات متحده آمریکا فعالیت می‌کرد. وی پیشتر در فاصله سالهای ۲۰۱۷ تا ۲۰۱۹ جانشین فرمانده ستاد مشترک ارتش آمریکا بود.